# 小行星25000
小行星25000（25000 Astrometria）是一颗绕太阳运转的小行星，为主小行星带小行星。该小行星于1998年7月28日发现。

## 轨道参数
小行星25000的轨道半长轴为3.1625548 UA，离心率为0.098。